# Крикет в Австралии
Крикет — один из самых популярных видов спорта в Австралии, которым, согласно опросу, проведённому в 2007 году, интересуется 59 % населения страны. Его называют национальным видом спорта, так как крикет одинаково популярен во всех регионах. Крупнейшая федерация профессионалов и любителей крикета называется Cricket Australia. В настоящее время Австралия входит в число стран, удерживающих ведущие позиции в мировом крикете.
Рекордные 1 311 184 человек играли в крикет по всей Австралии в 2015-16 - это больше на 8,5%, чем в 2014-15 годах. Участие женщин также достигло рекордных показателей в 2015-16 годах, увеличившись на девять процентов до 314 936 игроков. Согласно ежегодному отчету Cricket Australia за 2014-15 годы, 1,208,360 австралийцев играли в официальный, организованный крикет в течение года, что на девять процентов больше по сравнению с предыдущим годом. 93,6% австралийцев смотрели хотя бы какой-то крикет по телевизору в 2010-11 календарном году.

## История
Основная статья: History of Australian cricket

### Зарождение крикета
В Австралии играют в крикет более 210 лет. Первый известный матч был проведён в Сиднее в декабре 1803 года, а январская статья в Sydney Gazette 1804 года свидетельствует о том, что крикет уже получил широкое распространение. Межколониальный крикет в Австралии берет свое начало с визита игроков юго-восточного штата Виктория в Тасманию в феврале 1851 года. Матч прошел в Лонсестоне 11-12 февраля. Победу в игре одержала команда Тасмании, выиграв у трех калиток.
К 1826 году появились такие клубы, как Валютный крикетный клуб (англ. Currency Cricket Club) и Австралийский крикет (Australian Cricket). В 1838 году возник самый влиятельный крикетный клуб — Мельбурнский крикетный клуб (англ. Melbourne Cricket Club).
Команда из Великобритании впервые посетила Австралию в 1861—1862, чтобы принять участие в частном матче, организованным компанией Spiers & Pond. Английская команда, под предводительством ХХ Стивенсона, по большей части состояла из спортсменов Суррея и была достаточно сильной. Серия крикетных матчей с её участием оказалась популярной среди австралийских болельщиков и была коммерчески успешна как для спортсменов, так и для спонсоров. В 1863—1864 тур был проведён повторно и оказался даже успешнее, чем в первый раз.
В 1868 году австралийская команда впервые отправилась в Великобританию. Её капитаном стал Чарльз Лоуренс — оставшийся в Австралии член команды Стивенсона. Кроме него, в команду входили выдающиеся игроки, например, Джонни Малаг. Всего было сыграно 47 матчей, из них 14 побед, 14 поражений и 19 окончились вничью. Впоследствии английские команды часто бывали в Австралии. Знаменитая победа австралийской команды в 1882 году привела к появлению сатирической статьи в английской газете Sporting Times, где говорилось, что английский крикет умер, «его тело кремировали, а пепел перевезли в Австралию». Так было положено начало популярному турниру «Ашес» (англ. The Ashes, «пепел»), который проводится между командами Великобритании и Австралии.
Следующие туры английских команд прошли в 1873-74 годах (с участие одного из известнейших игроков в крикет, Уильямом Гилбертом Грейсом) и в 1876-77 годах. Главным событием сезона 1876-77 стал матч между командами Нового Южного Уэльса и Виктории с англичанами. Матч проходил 15-19 марта на мельбурнской крикетной площадке, впоследствии будет назван первым международным матчем, выигранным командой Австралии, в основном благодаря непобедимому Чарльзу Баннерману. Результаты матча свидетельствовали о росте стандартов австралийского крикета.
Следующий виток роста стандартов австралийского крикета пришелся на первый показательный тур по Англии в 1878 году. И ко времени, когда команда Австралии играла первый международный турнир на стадионе Овал в Белфасте в 1880 году система международных туров была хорошо отлажена.

### Золотой век крикета и Первая мировая война
Период с середины 1890-х годов до Первой мировой войной стал золотым веком австралийского крикета, в это время появились такие выдающиеся игроки, как: Монти Нобл, Клем Хилл и в частности Виктор Трампер, которого просто боготворили австралийские болельщики В это же время в Австралии появился первый женский клуб крикета, капитаном которого была Лили Пулетт-Харрис. Первая мировая война привела к приостановке развития крикета на международном уровне. Большинство спортсменов записались добровольцами в армию.  После войны спортсмены провели серию матчей в Великобритании. Команда Австралийских имперских вооружённых сил была достаточно сильной и включала таких игроков, как Херби Коллинс, Берт Олдфилд и Джек Грегори, впоследствии внесших большой вклад в становление национальной команды по крикету.
В межвоенный период Ослабленная команда Англии в 1920—1921 гг. была разгромлена австралийцами со счётом 5:0. В 1920-е большого успеха добился выдающийся бэтсмен Билл Понсфорд, в серии матчей с Англией 1928—1929 годов на поле появился двадцатилетний Дональд Брэдман, уроженец города Кутамундра,  провел детство в Боурал. Дональд стал держатель многочисленных рекордов, в частности за высокий индивидуальный иннинг, за свои заслуги был удостоен звания рыцаря.
Впервые споры о тактике Bodyline (в крикете бросок по бэтсмену, бросок, нацеленный по бэтсмену, а не на калитку) начались когда Брэдман с австралийской командой был в Англии в 1930 году. Он показал высокие результаты в игре, установив мировой на то время рекорд в Лидсе. Свидетелем такого рода подачи был Дуглас Джардин, выступающий за Суррей. После дискуссии с другими наблюдателями Джардин разработал тактику, чтобы ограничить длительные пробежки Брэдмана и других игроков. Изначально тактика носила название "Теория быстрых ног", впоследствии ее назвали Bodyline (перевод с англ. "Линия тела"), она заключалась в быстром коротком броске в игрока с битой. Назначенному капитаном сборной Англии на серию игр 1932-33 годов в Австралии Джардину эту теорию на практике. Совместив скорость игрока, падающего мяч, с точностью Гарольда Ларвуда и Билла Войса, эта тактика требовала, чтобы игроки с битой не боялись получить травмы, защищая свою калитку. В третьем тесте в Аделаиде Лавруд ударил капитана австралийской команды в область выше сердца, а также проломил череп защитнику Берту Олдфилду.
В декабре 1934 женская команда Австралии сыграла с командой англичанок в первом тестовом матче на Брисбенской выставочной площадке. Несмотря на 7 калиток Энн Палмер в первом периоде игры, команда Англии была сильнее и выиграла 9 калиток.

### Крикет после Второй мировой войны
С началом Второй мировой войны все игры были приостановлены, но сразу же после её окончания в 1945 году была сыграна серия матчей с Англией в честь победы над нацистской Германией. Капитаном команды стал Линдсей Хассетт. После того, как Брэдман окончил спортивную карьеру, Хассетт, Кейт Миллер и Рэй Линдуолл сформировали костяк новой австралийской команды. К ним позднее также присоединились Ричи Бено, ставший капитаном к концу 1950-х годов, и бэтсмен Нил Харви. Наиболее запоминающимися матчами возрождённой команды стала серия игр 1960—1961 года против Вест-Индии, возродившая общественный интерес к крикету. Команду Вест-Индии в Австралии принимали так тепло, что мельбурнский парад в честь их отъезда на родину собрал 300,000 жителей.
В 1950-х и 1960-х годах Австралия оказалась вовлечена в международные трения по поводу запрещённых действий игроков. В 1970-х вследствие неудачно составленного расписания австралийцы вынуждены были участвовать в матчах с Южной Африкой сразу после тура в Индию (1969—1970). Уставшая команда, столкнувшаяся с сильным соперником и ещё не адаптировавшаяся к другим климатическим условиям, была разбита со счётом 4:0. Национальная федерация потребовала продолжить матчи, что вызвало решительное сопротивление игроков под руководством капитана Билла Лоури. В том же году Лоури был смещён с поста капитана и заменён Иэном Чаппеллом, которого, в свою очередь, в 1975 году сменил его младший брат Грег Чаппелл (оба включены в Австралийский зал славы крикета).

### 1970 - наши дни
В 1970 годах снова возникает конфликт между игроками и спортивными администраторами. Из-за слабой организации и не эффективного планирования команда Австралии посетила Южную Африку сразу же после игр в Индии 1969 -70 года. Это был последний тур в Южную Африку до применения международных спортивных санкций, направленных на противодействие политике апартеида. Уставшие после игр в Индии австралийцы встретились с сильной южноафриканской командой. Игры проходили в условиях сильно отличающихся от субконтинента. Как следствие команда Австралии потерпела поражение со счетом 4-0. Австралийский совет по крикету обратился к спортсменам с просьбой провести еще один матч в Южной Африке, но получил отказ от команды во главе с капитаном Биллом Лори. Во время следующей домашней серии против команды Англии Лори был снят был уволен с позиции капитана команды, его место занял бэтсмен Йен Чаппелл. До сегодняшнего дня Лори единственный австралийский капитан, который был уволен прямо в середине серии игр. Чаппелл, представитель более молодого поколения, считал действия совета по отношению а Лори оскорбительными, он дал себе обещание, никогда не оказаться в такой же ситуации.
Грег Чаппелл, младший брат Йена, сменил брата на посту капитана команды 1975-1976 годах и возглавил команду на игре столетия в Мельбурне в марте 1977 года. Празднование 100-летнего юбилея тестовых матчей в крикете Австралия отметила победой с таким же результатом, как и 100 лет назад.
В то время как Австралия праздновала победу, Австралийский медиамагнат Керри Пэкер решил отобрать права на телевизионную трансляцию австралийских матчей по крикету. Во время турнира 1977 года с Англией миру крикета стало известно, что Пэкер подписал контракт с 35 ведущими игроками мира на серию матчей. Среди игроков были 18 австралийцев, 13 из которых участвовали в турнире. Мировая серия по крикету раскололась на две части почти на целых три года. Бывший австралийский капитан Боб Симпсон был отозван из отставки, чтобы возглавить неопытную команду в домашней серии против Индии в 1977-78 годах, серия была выиграна со счетом 3-2. В серии игр "Пепел" с англичанами его заменил молодой викторианец Грэм Яллоп. Результатом явилось поражение англичанам со счетом 5-1, что заставило австралийский совет по крикету уступить Пэкеру.
Подписание соглашения между Австралийским советом крикета и Мировой серией по крикету привело к ряду нововведений: появился ночной крикет, у игроков появились яркая цветная одежда с символикой спонсоров, появилась ежегодная серия лимитированных оверов, под названием кубок Мировой серии. В спорт вернулись чемпионы по крикету: Грег Чаппелл, Деннис Лилли и Род Марш. После их ухода в отставку в конце сезона 1983 -84 годов последовала серия туров австралийской команды в Южную Африку в нарушение спортивных санкций, наложенных на режим апартеида. Рокировка привела австралийский крикет в упадок. Команда проиграла серию домашних тестов со счетом 2-1, тур по Новой Зеландии завершился проигрышем 1-0 в 1985 -86 годах.
Долгий путь возвращения к успеху для австралийского крикета начался в Индии в 1986 -87 годах. В конце 1980-х годов новый капитан Аллан Бордер вместе с тренером Бобом Симпсоном поставили перед собой задачу найти талантливых игроков, которые могли бы сформировать костяк сильной команды. Новая команда, в составе которой были Стив Во, Дэвид Бун, Марк Тэйлор и Иэн Хили, удивила мир крикета победой над англичанами на кубке мира 1987 года со счетом 4:0.  Выигрышем турнира "Ашес" Австралия отметила возрождение в качестве державы крикета. Австралия будет удерживать приз турнира на протяжении следующих 16 лет.
В 1991 -92 годах в третьем тесте против Индии в Сиднее дебютировал Шейн Уорн, один из самых успешных игроков за всю историю крикета. Он показал выдающиеся результаты в первой же серии тестов, став с этого момента лидером австралийского крикета на долгих 15 лет. За это время он взял 708 калиток. В 1993 -94 годах в австралийском Перте  проходил тест против Новой Зеландии. В это время в команду Австралии был отобран боулер Гленн Макграт, что позволило сформировать костяк атаки в боулинг. В туре на Карибах в 1994 -95 годах австралийская команда во главе с капитаном Тейлором победили лидирующую тогда Вест-Индию. Австралия впервые с 1978 года получила награду Фрэнка Уоррелла и стала по праву считаться лучшей командой в мире.
После проигрыша на домашнем Кубке мира в 1992 году Австралия провела серию удачных кампаний Кубка мира: на пути к победе в Южной Африке, команда Австралии одержала победы на Шри-Ланке в 1996 году и Англию в 1999. Замена капитана Тейлора на Стива Во не принесла австралийской команде особого успеха. В качестве нового капитана Во сыграл игру с Вест-Индией в Карибском бассейне со счетом 2-2, проиграл Шри-Ланке со счетом 1-0. Однако победа в первом в истории тестовом матче австралийской команды против Зимбабве стала началом беспрецедентной серии побед в 16 тестах. Эта серия была окончательно завершена в 2001 году в Калькутте яркой победой Индии. Для Во Индия так и останется непокоренной.
Успех в спортивных достижениях австралийской команды сопровождался скандалами: против выдвигались обвинения в расизме, один инцидент даже привел к отстранению Даррена Лемана в 2003 году. Другой скандал разоблачила пресса, он был вызван связью Уорна и Марка Во с нелегальными букмекерскими конторами, широкий резонанс это известие получило из-за нашумевших ранее обвинениях в договорных матчах. Позже Уорн был отстранен от всех любых форм крикета на срок 12 месяцев, причиной этому послужили положительные результаты теста на запрещенные препараты: диуретики, гидрохлоротиозид и амилорид. Австралийская манера игры в крикет получила высокую степень уважения за динамику и вовлеченность. Но критики называли динамику игры агрессией, переходящей в оскорбления и угрозы в адрес игроков другой команды вов время матчей. Примером может служить конфронтация между Макгрэтом и игроком из Вест-Индии Рамнарешом Сарваном на базе отдыха в Антигуа в 2003 году. Тасманский игрок Рикки Понтинг после инцидентов в Индии и Сиднее признался в алкогольной зависимости.
После реабилитации Понтинг сменил Во на посту капитана команды в 2004 году. Несмотря на то, что на протяжении большей части серии 2004- 05 годов против Индии он был травмирован, его команда под управлением исполняющего обязанности Адама Гилкриста одержала победу. Это была первая победа над командой Индии после победы Билла Лори в серии 1969 -70 годов. Поражение в серии "Ashes" в Англии со счетом 2-1 в 2005 году было отыграно домашней победой над Англией со счетом 5-0 в серии 2006 -07 годов. Это была первая победа в сухую в серии "Ashes" со времен команды Уорика Армстронга в 1920 -21 годах. Австралия выиграла чемпионат мира по крикету в 2007 году под руководством Рикки Понтинга на Карибах. Игрок австралийской команды Мэтью Хейден внес самый значимый вклад в победу в турнире. Финал стал завершавшей игрой в карьере Гленна Макгрэта, по итогу которого он был признан лучшим игроком турнира.
Чемпионат мира по крикету 2015 года был совместно организован Австралией и Новой Зеландией. Он проходил в период с 14 февраля по 29 марта. Четырнадцать команд провели 49 матчей на 14 площадках. Австралия сыграла 26 матчей в Аделаиде, Брисбене, Канберре, Хобарте, Мельбурне, Перте и Сиднее. Австралия одержала победу над Новой Зеландией по 7 калиткам, выиграв свой пятый чемпионат мира по крикету перед рекордным количеством зрителей в 93 013 человек. Капитан команды победительницы Майкл Кларк вышел в отставку? которая вступила в силу сразу же после финального матча.

## Международный крикет
Сборная Австралии - одна из самый сильных команд по международному крикету в мире. Австралия наряду с Англией была признана одной из стран, которые явились основателями Имперской Конференции по Крикету, позже Международного совета по крикету. Австралия обычно проводит серию тестов против гостевой команды дома и серию игр за границей.

## Тестовые серии крикета
15 марта 1877 года сборная Австралии по крикету провела игру с командой Англии. Позже эта встреча будет признана первой тестовой игрой. Австралийская команда - самая успешная в игре в крикет, с самым высоким процентом выигранных матчей по сравнению с другими нациями.
В тестовой серии австралийская команда борется за различные награды в соревнованиях. Чемпионат тестовых серий игр является международным соревнованием, которое проходит среди 10 команд. Данный вид соревнований - своего рода ранжирование в рамках международных матчей. В остальном эти матчи играются по обычным правилам.
Самой известно наградой в тестовой серии крикета является "Ashes", разыгранный впервые в 1882 году между командами Австралии и Англии. Другие престижные награды в этом виде спорта названы в честь легендарных игроков из команд Англии и Австралии.

## Международный турнир одного дня
Сборная команда Австралии впервые приняла участие в первом международном турнире, который проходил за один день, 5 января 1971 года. Матч против команды Англии прошел на площадке Мельбурн Крикет Граунд. С тех самых пор австралийская команда удерживает рекорд по количеству побед, выиграв пять кубков мира по крикету. Добиться такого результата не удавалось командам других стран.
После окончания серии чемпионата мира по крикету с 1979 по 1980 год австралийский сезон представлял собой серию однодневных международных матчей с участием двух гостевых команд. Изначально турнир носил название Кубок Мировой серии, его отличительной особенностью были ночные игры и цветная форма спортсменов. В сезоне 1994 -95 годов из-за ощутимой слабости приглашенной команды из Зимбабве в турнире принимала участие австралийская команда А. В сезоне 1996 -97 годов Кубок Мировой серии был переименован в честь основных компаний спонсоров. В дальнейшем организаторы придерживали такого же формата.
Австралия и Новая Зеландия совместно принимали Кубок мира по крикету в 1992 и 2015 годах. В турнире 1992 года для всех команд были представлены нововведения, которые уже широко использовались в австралийских однодневных матчах. В частности ночные игры и цветная форма спортсменов, принимающих участие в игре. В турнире приняли участие девять команд, среди них южноафриканская команда, только что допущенная до серии игр Кубка мира. Несмотря на то, что Австралия была в фаворитах, выступила в целом плоха, не смогла попасть даже в полуфинал. Команда Пакистана победила сборную Англии на глазах 87 182 зрителей, собравшихся на Крикет Граунд в Мельбурне.
Чемпионат мира по крикету 2015 году был одиннадцатым по счету, с 14 февраля по 29 марта принимали Австралия и Новая Зеландия. Четырнадцать команд провели 49 игр на 14 разных площадках. Австралия провела на своих площадках 26 игр. В финальном матче турнира играли команды Австралии и Новой Зеландии, матч прошел на Крикет Граунд в Мельбурне перед рекордным числом зрителей в 93 013 человек.

## Женский крикет
В декабре 1934 года был проведён первый матч среди женщин, однако английская женская команда была пока слишком сильна и одержала победу.
В настоящее время женская команда Австралии по крикету выступает на международном уровне и пять раз побеждала на чемпионате мира. Она входит в книгу рекордов Гиннеса по числу одержанных на этом турнире побед.

## Крикет на домашних площадках
На национальном уровне в каждом из шести австралийских штатов есть своя команда по крикету. Каждая из этих команд участвует в двух соревнованиях за лето.
- четырехдневное соревнование высокого уровня, известное как Щит Шеффилда
- однодневное соревнование, известное как Кубок Матадор

Кроме того восемь городских франшиз соревнуются в национальном соревновании "Двадцатка", известном как Лига большого удара. Игры в крикет местных клубов популярны также как социальный или пляжный крикет.

## Соревнования по крикету высшего класса
Щит Шеффилда это местный турнир по крикету в Австралии высокого класса. Он был основан в 1892 году на 150 фунтов, оставленные лордом Шеффилдом по завещанию на развитие австралийского крикета. И в знак признания изначально был назван Щит Шеффилда. Когда турнир был открыт в нем принимали участие колонии (образованные позднее штаты: Новый Южный Уэльс, Южная Австралия и Виктория). Квинсленд был допущен к турниру в сезоне 1926 -27 годов, Западная Австралия  - в 1947 -48, Тасмания - в 1977 -78.
В 1999 году Австралийский по крикету объявил о четырехлетнем спонсорском соглашении, которое включало переименование турнира "Щит Шеффилда". Но затем по состоянию на сезон 2008 -09 название вернулось к своему первоначальному.
В конце сезона игр 2006 -07 годов все участвующие команды выиграли как минимум один раз кубок Шеффилда. Новый Южный Уэльс преуспел и завоевал награду "Щит Шеффилда" 44 раза. Тем времен Тасмания выиграла свою первую награду лишь в серии игр 2006 -07 годов.